# Parque Carrasco
Parque Carrasco es un barrio de Ciudad de la Costa, en el departamento de Canelones, Uruguay.

## Ubicación

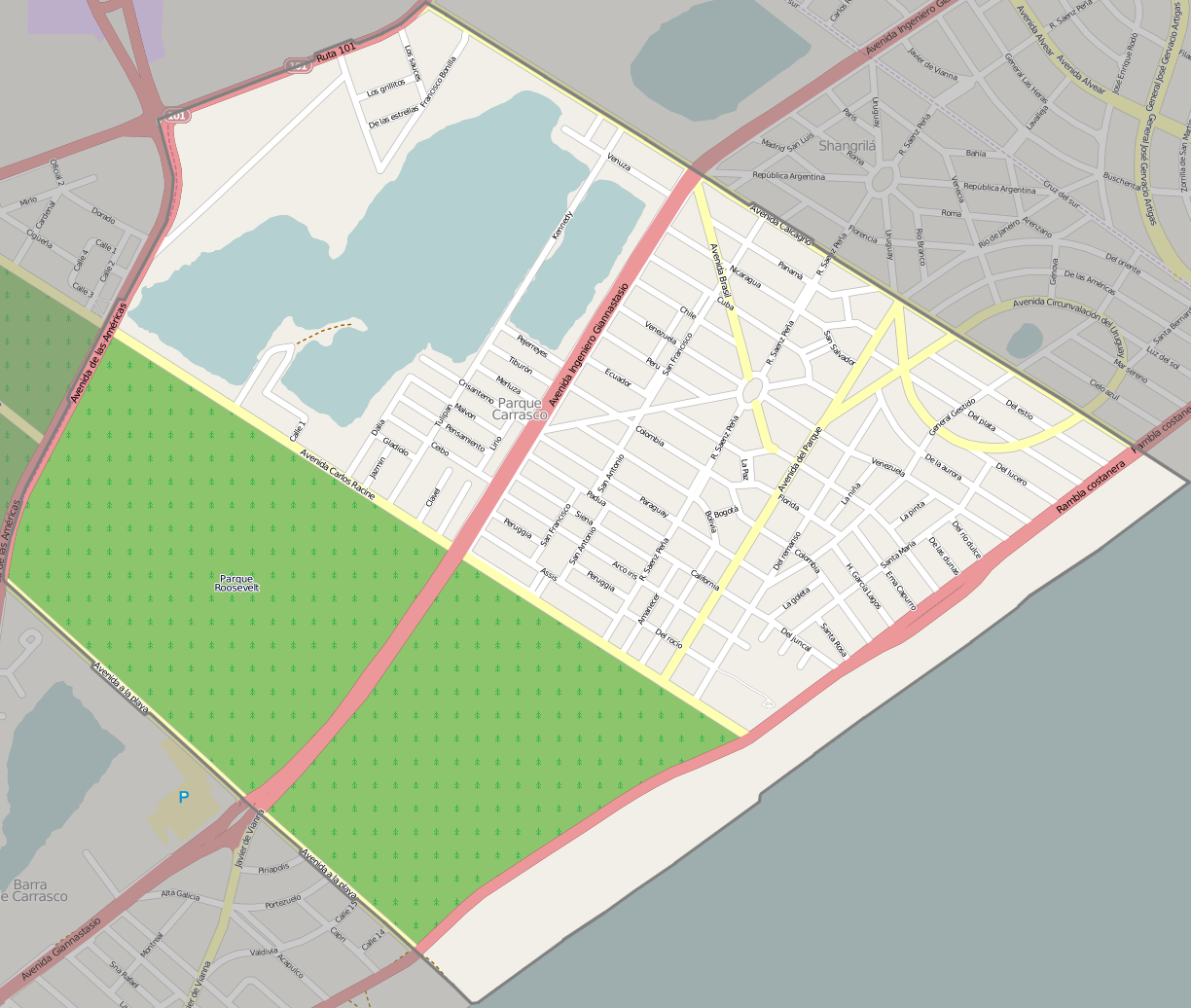
Mapa del Parque Carrasco

El barrio se encuentra localizado en la zona suroeste de la ciudad, limita al oeste con Barra de Carrasco, al este con Shangrilá, al norte con el Aeropuerto Internacional de Carrasco y al sur con el Río de la Plata.

## Historia
Surgió en las primeras décadas del siglo XX como un balneario independiente, caracterizado por su tranquilidad. Hasta que en la década de 1970, comenzó a formalizarse un rápido crecimiento poblacional, debido a la rápida expansión demográfica del Área Metropolitana de Montevideo. En el período intercensal 1985-1996 su población creció 50% y continuó aumentando desde entonces. Desde 1994, el balneario pasó a formar parte de Ciudad de la Costa, lo que lo convirtió en un barrio de dicha ciudad.
Actualmente es una zona residencial para clases media y media alta, y su arquitectura suele ser amplia y confortable.

## Demografía
Según el censo del año 2011, el barrio contaba con una población de 8 628 habitantes.
| 922           | 3 914 | 5 658 | 8 169 | 8 476 | 8 628 |
| (Fuente: INE) |       |       |       |       |       |